# Puchar Ameryki Południowej w narciarstwie alpejskim 2014
Sezon 2014 Pucharu Ameryki Południowej w narciarstwie alpejskim rozpoczął się 12 sierpnia w argentyńskim Cerro Catedral. Ostatnie zawody z tego cyklu zostały rozegrane 18 września 2014 roku w chilijskim El Colorado. Odbyło się 16 zawodów kobiet i mężczyzn.

## Puchar Ameryki Południowej w narciarstwie alpejskim kobiet
Wśród kobiet Puchar Ameryki Południowej wywalczyła Noelle Barahona z Chile.
W poszczególnych klasyfikacjach tryumfowały:
- zjazd:  Noelle Barahona
- slalom:  Salome Bancora
- gigant:  Salome Bancora
- supergigant:  Jéromine Géroudet
- superkombinacja:  Noelle Barahona

## Puchar Ameryki Południowej w narciarstwie alpejskim mężczyzn
Wśród mężczyzn Puchar Ameryki Południowej wywalczył Klemen Kosi.
W poszczególnych klasyfikacjach tryumfowali:
- zjazd:  Andrej Šporn
- slalom:  Sebastiano Gastaldi
- gigant:  Sebastiano Gastaldi
- supergigant:  Ondřej Bank
- superkombinacja:  Klemen Kosi